# Deogracias Savellano
Deogracias Victor "DV" B. Savellano (Cabugao, 25 november 1959 – 7 januari 2025) was een Filipijns politicus. Savellano werd bij de verkiezingen van 2016 gekozen in het Filipijns Huis van Afgevaardigden. Daarvoor was Savellano onder meer gouverneur van de provincie Ilocos Sur van 2007 tot 2010, van 2001 tot 2004 en enkele maanden in 1992.

## Biografie
Savellano werd in 1959 geboren in de gemeente Cabugao in Ilocos Sur. Zijn vader was voormalig COMELEC voorzitter Victorino Savellano en zijn moeder Virginia Barbers. In 1981 behaalde Savellano zijn Bachelor-diploma economie aan de University of the Philippines in Manilla. Hij ging daarna naar de Verenigde Staten, waar hij in 1983 zijn Master-diploma International Business Administration behaalde.
Savellano begon zijn politieke loopbaan toen hij in 1981 gekozen werd als viceburgemeester van zijn geboortedorp Cabugao. Deze bestuursfunctie zou hij tot 1986 vervullen. In 1988 werd hij gekozen als vicegouverneur van Ilocos Sur. Op 22 maart 1992 volgde hij gouverneur Mariano Tajon op tot de nieuw gekozen gouverneur Luis Singson op 30 juni aantrad. Bij de verkiezingen van 2001 werd hij zelf als gouverneur gekozen. Bij de verkiezingen van 2007 werd hij herkozen. Bij de verkiezingen van 2010 volgde een hernieuwde verkiezingen als vicegouverneur. Drie jaar later werd Savellano herkozen als vicegouverneur.
Bij de verkiezingen van 2016 werd Savellano namens het 1e kiesdistrict van Ilocos Norte  voor zijn eerste termijn van drie jaar gekozen gekozen in het Filipijns Huis van Afgevaardigden.
Savellano overleed op 7 januari 2025 op 65-jarige leeftijd.